# Passage des Petits-Pères

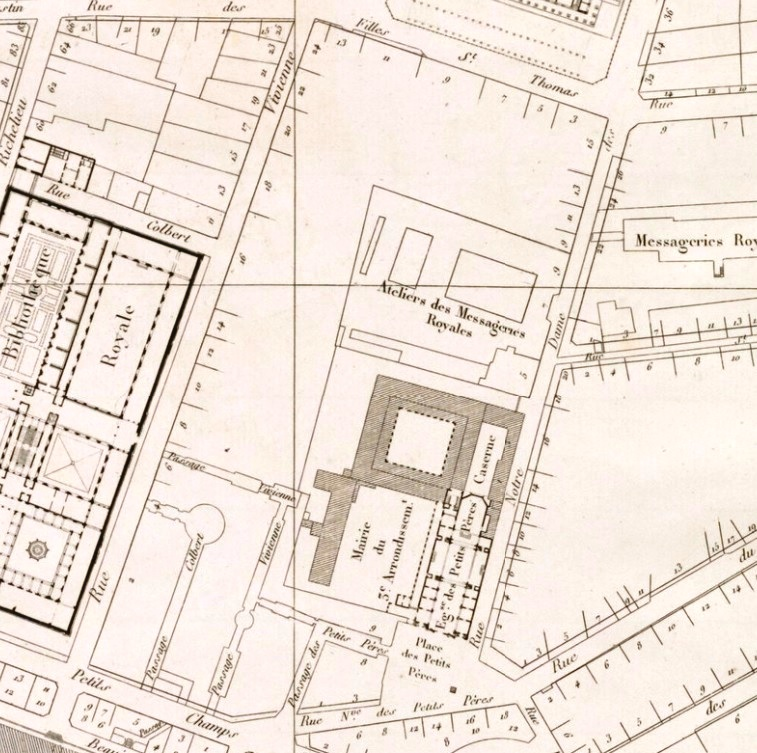
Atlas de Jacoubet : détail montrant le passage des Petits-Pères avant le percement de la rue de la Banque exécuté en application de l'ordonnance royale du 8 décembre 1844.

Le passage des Petits-Pères est une voie du 2e arrondissement de Paris, en France.

## Situation et accès
Le passage des Petits-Pères est situé dans le 2e arrondissement de Paris. Il débute au 3, place des Petits-Pères et se termine au 4, rue de la Banque.

## Origine du nom
Le passage doit son nom au fait qu'il donne sur la place des Petits-Pères. Le nom de la place garde la mémoire du couvent des Augustins qui s'étendait tout autour et dont l'emprise correspond à l'ancienne cour. Les Augustins étaient appelés les « Petits-Pères ».

## Historique
Le passage est ouvert en 1777. Il fait alors un coude qui va de la place des Petits-Pères à la rue des Petits-Pères, par le tracé de l'actuelle rue de la Banque. Lorsque celle-ci a été ouverte jusqu'à la place de la Bourse, en 1844, la partie nord-sud du passage a été empruntée par la nouvelle rue. Depuis lors, la perspective du passage n'est plus la Banque de France mais la galerie Vivienne.
En 1981, la bibliothèque Vivienne ouvre au 2, passage des Petits-Pères. Depuis 2008, la bibliothèque porte le nom de la résistante Charlotte Delbo.

## Bâtiments remarquables et lieux de mémoire
- N° 5 (ancien numérotage, actuel n° 5 rue de la Banque) : maison du navigateur et explorateur Louis-Antoine de Bougainville (1729-1811), veuf de Marie-Josephe-Flore de Montende, qui y mourut de dysenterie le 31 août 1811 (à 81 ans), à onze-heures  du soir[5],[6]. Ayant été fait sénateur, comte de l’Empire et grand-officier de la Légion d'honneur, il eut des funérailles solennelles et fut inhumé dans la crypte des grands hommes de la patrie au Panthéon de Paris.

## Pour approfondir

## Botes et références
1. ↑  Entrée « Pères (place des Petits-) », Félix et Louis Lazare, Dictionnaire administratif et historique des rues de Paris et de ses monuments, Félix Lazare, Paris, 1844, 702 p., p. 535 ; rééd. Bureau de la Revue municipale, Paris, 1855, 796 p., p. 626 ; éd. en fac-similé Maisonneuve et Larose, Paris, 2003, 796 p.  (ISBN 2-7068-1668-6), p. 626.
2. ↑  « Passage des Petits-Pères », nomenclature officielle des voies de Paris, www.v2asp.paris.fr.
3. ↑  « Rue de la Banque », nomenclature officielle des voies de Paris, www.v2asp.paris.fr.
4. ↑  « Bibliothèque Charlotte-Delbo », equipement.paris.fr.
5. ↑  Registre de l'ancien 3e arrondissement de Paris, cité par Auguste Jal
6. ↑  Auguste Jal : Dictionnaire critique de biographie et d'histoire , Paris, Plon, 1872, pp. 262-263.